# Montreuil (Senna-Saint-Denis)
Montreuil è un comune francese di 104 097 abitanti situato nel dipartimento della Senna-Saint-Denis nella regione dell'Île-de-France.

## Economia
È  la sede principale di Ubisoft, una delle editrici di videogiochi più importanti al mondo.

## Società

### Evoluzione demografica
Abitanti censiti

## Amministrazione

### Gemellaggi
- Cottbus, dal 1959
- Grosseto, dal 1971
- Mytišči, dal 1973
- Yélimané, dal 1985
- Slough, dal 1986

## Galleria d'immagini

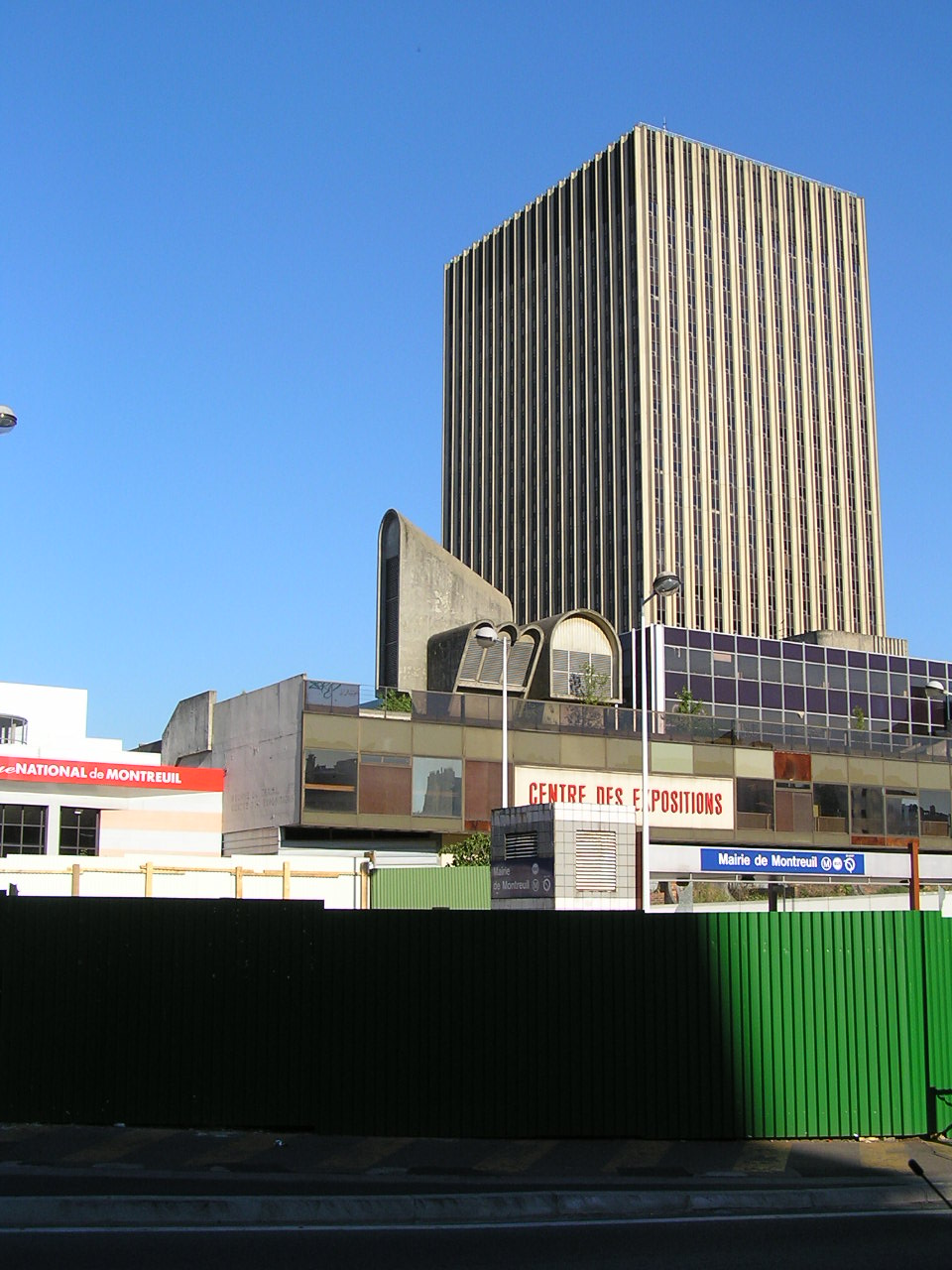
Place Jean Jaurès a Montreuil.